# ONEFA 2015
La ONEFA 2015 fue la octogésima quinta temporada de fútbol americano universitario en México, así como la trigésima séptima administrada por la Organización Nacional Estudiantil de Fútbol Americano (ONEFA). Participaron 19 equipos de las principales universidades del país, con la excepción de las universidades del sistema ITESM y la UDLA, que compiten en la Conferencia Premier CONADEIP. 

## Equipos participantes
| Equipo             | Universidad                               | Campus                   | Grupo  |
| ------------------ | ----------------------------------------- | ------------------------ | ------ |
| Águilas            | Universidad Autónoma de Chihuahua         | Ciudad de Chihuahua      | Verde  |
| Águilas Blancas    | Instituto Politécnico Nacional            | Casco de Santo Tomás     | Verde  |
| Auténticos Tigres  | Universidad Autónoma de Nuevo León        | San Nicolás de los Garza | Verde  |
| Burros Blancos     | Instituto Politécnico Nacional            | Zacatenco                | Verde  |
| Linces             | Universidad del Valle de México           | Lomas Verdes             | Verde  |
| Pumas CU           | Universidad Nacional Autónoma de México   | Ciudad Universitaria     | Verde  |
| Centinelas         | Cuerpo de Guardias Presidenciales         | Ciudad de México         | Blanco |
| Frailes            | Universidad del Tepeyac                   | Lindavista               | Blanco |
| Leones Cancún      | Universidad Anáhuac                       | Cancún                   | Blanco |
| Lobos              | Universidad Autónoma de Coahuila          | Saltillo                 | Blanco |
| Potros Salvajes    | Universidad Autónoma del Estado de México | Toluca                   | Blanco |
| Pumas Acatlán      | Universidad Nacional Autónoma de México   | Acatlán                  | Blanco |
| Correcaminos       | Universidad Autónoma de Tamaulipas        | Ciudad Victoria          | Rojo   |
| Correcaminos Norte | Universidad Autónoma de Tamaulipas        | Reynosa                  | Rojo   |
| Halcones           | Universidad Veracruzana                   | Xalapa                   | Rojo   |
| Lobos BUAP         | Benemérita Universidad Autónoma de Puebla | Puebla de Zaragoza       | Rojo   |
| Tecos              | Universidad Autónoma de Guadalajara       | Guadalajara              | Rojo   |
| Toros Salvajes     | Universidad Autónoma Chapingo             | Texcoco                  | Rojo   |
| Zorros ITQ         | Instituto Tecnológico de Querétaro        | Santiago de Querétaro    | Rojo   |

## Temporada regular
| Semana 1             | Semana 1  | Semana 1              | Semana 1       | Semana 1     |
| Visitante            | Resultado | Local                 | Estadio        | Fecha        |
| -------------------- | --------- | --------------------- | -------------- | ------------ |
| Centinelas           | 14-17     | Tecos UAG             | 3 de Marzo     | 04-sep 15:00 |
| Halcones UV          | 0-27      | Frailes UT            | Perros Negros  | 05-sep 11:00 |
| Leones UA-C          | 45-0      | Zorros ITQ            | El Pocito      | 05-sep 13:00 |
| Correcaminos Reynosa | 7-33      | Lobos UAdeC           | Jorge Castro   | 05-sep 15:00 |
| Potros Salvajes      | 22-7      | Toros Salvajes        | Palomo Ruiz    | 05-sep 15:00 |
| Pumas Acatlán        | 17-7      | Correcaminos Victoria | Eugenio Alvizo | 05-sep 16:00 |

| Semana 2              | Semana 2  | Semana 2             | Semana 2         | Semana 2     |
| Visitante             | Resultado | Local                | Estadio          | Fecha        |
| --------------------- | --------- | -------------------- | ---------------- | ------------ |
| Linces UVM            | 34-19     | Pumas Acatlán        | FES Acatlán      | 11-sep 15:00 |
| Lobos UAdeC           | 14-79     | Auténticos Tigres    | Gaspar Mass      | 11-sep 19:00 |
| Águilas UACH          | 41-0      | Centinelas           | Joaquín Amaro    | 11-sep 19:00 |
| Potros Salvajes       | 7-23      | Águilas Blancas      | Wilfrido Massieu | 12-sep 11:00 |
| Frailes UT            | 7-24      | Burros Blancos       | Wilfrido Massieu | 12-sep 15:00 |
| Correcaminos Victoria | 21-30     | Toros Salvajes       | Palomo Ruiz      | 12-sep 15:00 |
| Lobos BUAP            | 7-28      | Correcaminos Reynosa | Reynosa          | 12-sep 16:00 |
| Pumas CU              | 34-22     | Leones UA-C          | Coliseo Maya     | 12-sep 17:00 |
| Zorros ITQ            | 0-45      | Halcones UV          | USBI Xalapa      | 12-sep 19:00 |

| Centinelas        | 0-36  | Pumas Acatlán        | FES Acatlán      | 18-sep 15:00 |
| Leones UA-C       | 12-35 | Potros Salvajes      | J.J. Pichardo    | 18-sep 19:30 |
| Halcones UV       | 15-22 | Tecos UAG            | 3 de Marzo       | 19-sep 15:00 |
| Linces UVM        | 3-35  | Pumas CU             | Olímpico 68      | 19-sep 12:00 |
| Águilas Blancas   | 17-29 | Burros Blancos       | Wilfrido Massieu | 19-sep 12:00 |
| Toros Salvajes    | 10-9  | Lobos BUAP           | Puebla           | 19-sep 13:00 |
| Frailes UT        | 7-41  | Lobos UAdeC          | Jorge Castro     | 19-sep 15:00 |
| Zorros ITQ        | 6-24  | Correcaminos Reynosa | Reynosa          | 19-sep 16:00 |
| Auténticos Tigres | 45-0  | Águilas UACH         | EOU              | 19-sep 18:00 |

| Burros Blancos        | 3-72  | Auténticos Tigres    | Gaspar Mass   | 25-sep 19:00 |
| Águilas Blancas       | 12-10 | Linces UVM           | JOM           | 25-sep 19:00 |
| Pumas Acatlán         | 13-9  | Frailes UT           | Perros Negros | 26-sep 11:00 |
| Tecos UAG             | 24-13 | Zorros ITQ           | El Pocito     | 26-sep 13:00 |
| Halcones UV           | 0-10  | Lobos BUAP           | Puebla        | 26-sep 13:00 |
| Potros Salvajes       | 14-34 | Lobos UAdeC          | Jorge Castro  | 26-sep 15:00 |
| Correcaminos Victoria | 7-18  | Correcaminos Reynosa | Reynosa       | 26-sep 16:00 |
| Pumas CU              | 24-33 | Águilas UACH         | EOU           | 26-sep 18:00 |
| Centinelas            | 6-12  | Leones UA-C          | Coliseo Maya  | 26-sep 19:00 |

| Auténticos Tigres | 45-3  | Pumas Acatlán         | FES Acatlán    | 03-oct 13:00 |
| Linces UVM        | 23-20 | Potros Salvajes       | J.J. Pichardo  | 02-oct 19:00 |
| Burros Blancos    | 31-18 | Centinelas            | Joaquín Amaro  | 03-oct 19:00 |
| Frailes UT        | 0-66  | Pumas CU              | Olímpico 68    | 03-oct 12:00 |
| Águilas UACH      | 10-20 | Lobos UAdeC           | Jorge Castro   | 03-oct 15:00 |
| Zorros ITQ        | 0-6   | Lobos BUAP            | Puebla         | 03-oct 15:00 |
| Tecos UAG         | 7-16  | Correcaminos Victoria | Eugenio Alvizo | 03-oct 16:00 |
| Toros Salvajes    | 10-17 | Halcones UV           | USBI           | 03-oct 19:00 |
| Águilas Blancas   | 7-10  | Leones UA-C           | Coliseo Maya   | 03-oct 19:00 |

| Lobos UAdeC          | 18-17 | Pumas Acatlán         | FES Acatlán      | 09-oct 15:00 |
| Águilas UACH         | 10-14 | Linces UVM            | JOM              | 09-oct 19:00 |
| Centinelas           | 0-24  | Potros Salvajes       | J.J. Pichardo    | 09-oct 19:00 |
| Correcaminos Reynosa | 0-3   | Tecos UAG             | 3 de Marzo       | 10-oct 16:00 |
| Burros Blancos       | 0-30  | Pumas CU              | Olímpico 68      | 10-oct 10:00 |
| Leones UA-C          | 31-21 | Frailes UT            | Perros Negros    | 10-oct 11:00 |
| Auténticos Tigres    | 33-18 | Águilas Blancas       | Wilfrido Massieu | 10-oct 12:00 |
| Toros Salvajes       | 31-8  | Zorros ITQ            | El Pocito        | 10-oct 13:00 |
| Lobos BUAP           | 13-31 | Correcaminos Victoria | Avizo Porraz     | 10-oct 16:00 |

| Pumas CU              | 14-27 | Auténticos Tigres | Gaspar Mass   | 16-oct 19:00 |
| Burros Blancos        | 15-21 | Linces UVM        | JOM           | 16-oct 19:00 |
| Pumas Acatlán         | 3-7   | Potros Salvajes   | J.J. Pichardo | 16-oct 19:00 |
| Frailes UT            | 28-14 | Centinelas        | Joaquín Amaro | 17-oct 11:00 |
| Correcaminos Victoria | 7-0   | Zorros ITQ        | El Pocito     | 17-oct 13:00 |
| Leones UA-C           | 14-28 | Lobos UAdeC       | Jorge Castro  | 17-oct 15:00 |
| Tecos UAG             | 14-21 | Toros Salvajes    | Palomo Ruiz   | 17-oct 15:00 |
| Águilas Blancas       | 12-27 | Águilas UACH      | EOU           | 17-oct 18:00 |
| Correcaminos Reynosa  | 10-14 | Halcones UV       | USBI          | 17-oct 19:00 |

| Lobos BUAP      | 28-31 | Tecos UAG             | 3 de Marzo       | 26-oct 19:00 |
| Linces UVM      | 0-31  | Auténticos Tigres     | Gaspar Mass      | 23-oct 19:00 |
| Potros Salvajes | 24-19 | Frailes UT            | Perros Negros    | 24-oct 11:00 |
| Lobos UAdeC     | 31-7  | Centinelas            | Joaquín Amaro    | 24-oct 11:00 |
| Águilas UACH    | 30-21 | Burros Blancos        | Wilfrido Massieu | 24-oct 12:00 |
| Halcones UV     | 0-13  | Correcaminos Victoria | Avizo Porraz     | 24-oct 16:00 |
| Toros Salvajes  | 14-10 | Correcaminos Reynosa  | Reynosa          | 24-oct 16:00 |
| Pumas CU        | 16-6  | Águilas Blancas       | Hidalgo          | 25-oct 12:00 |
| Pumas Acatlán   | 14-21 | Leones UA-C           | Coliseo Maya     | 24-oct 19:00 |

### Standings
| Grupo Verde                | Grupo Verde | Grupo Verde |
| Equipo                     | Record      | Cociente    |
| -------------------------- | ----------- | ----------- |
| (1) Auténticos Tigres UANL | 7-0         | 1.000       |
| (2) Pumas CU UNAM          | 5-2         | 0.714       |
| (4) Linces UVM México      | 4-3         | 0.571       |
| (7) Águilas U.A.-Chihuahua | 4-3         | 0.571       |
| Burros Blancos IPN         | 3-4         | 0.428       |
| Águilas Blancas IPN        | 2-5         | 0.285       |

| Grupo Blanco              | Grupo Blanco | Grupo Blanco |
| Equipo                    | Record       | Cociente     |
| ------------------------- | ------------ | ------------ |
| (5) Lobos UAdeC           | 7-1          | 0.875        |
| (6) Potros Salvajes       | 5-3          | 0.625        |
| (3) Leones Anáhuac Cancún | 5-3          | 0.625        |
| (8) Pumas Acatlán         | 3-5          | 0.375        |
| Frailes UT                | 2-6          | 0.250        |
| Centinelas CGP            | 0-8          | 0.000        |

| Grupo Rojo                    | Grupo Rojo | Grupo Rojo |
| Equipo                        | Record     | Cociente   |
| ----------------------------- | ---------- | ---------- |
| (1) Toros Salvajes            | 5-2        | 0.714      |
| (2) Tecos UAG                 | 5-2        | 0.714      |
| (3) Correcaminos UAT Victoria | 4-3        | 0.571      |
| (4) Halcones UV               | 3-4        | 0.428      |
| Correcaminos UAT Reynosa      | 3-4        | 0.428      |
| Lobos BUAP                    | 2-4        | 0.333      |
| Zorros ITQ                    | 0-7        | 0.000      |

     Clasificado a Postemporada
(n) Ranking final

## Postemporada

### Grupo Verde y Blanco
|  | Cuartos de final  | Cuartos de final |              |                   | Semifinales | Semifinales |  |                   | Final | Final |  |
|  |                   |                  |              |                   |             |             |  |                   |       |       |  |
|  |                   |                  |              |                   |             |             |  |                   |       |       |  |
|  | Leones UA-C       | 14               |              |                   |             |             |  |                   |       |       |  |
|  | Leones UA-C       | 14               |              |                   |             |             |  |                   |       |       |  |
|  | Pumas CU          | 48               |              |                   |             |             |  |                   |       |       |  |
|  | Pumas CU          | 48               |              | Auténticos Tigres | 26          |             |  |                   |       |       |  |
|  |                   |                  |              | Auténticos Tigres | 26          |             |  |                   |       |       |  |
|  |                   |                  | Águilas UACH | 9                 |             |             |  |                   |       |       |  |
|  | Auténticos Tigres | 38               | Águilas UACH | 9                 |             |             |  |                   |       |       |  |
|  | Auténticos Tigres | 38               |              |                   |             |             |  |                   |       |       |  |
|  | Linces UVM        | 21               |              |                   |             |             |  |                   |       |       |  |
|  | Linces UVM        | 21               |              |                   |             |             |  | Auténticos Tigres | 16    |       |  |
|  |                   |                  |              |                   |             |             |  | Auténticos Tigres | 16    |       |  |
|  |                   |                  | Pumas CU     | 7                 |             |             |  |                   |       |       |  |
|  | Potros Salvajes   | 9                | Pumas CU     | 7                 |             |             |  |                   |       |       |  |
|  | Potros Salvajes   | 9                |              |                   |             |             |  |                   |       |       |  |
|  | Aguilas UACH      | 16               |              |                   |             |             |  |                   |       |       |  |
|  | Aguilas UACH      | 16               |              | Pumas CU          | 48          |             |  |                   |       |       |  |
|  |                   |                  |              | Pumas CU          | 48          |             |  |                   |       |       |  |
|  |                   |                  | Lobos UAdeC  | 14                |             |             |  |                   |       |       |  |
|  | Lobos UAdeC       | 28               | Lobos UAdeC  | 14                |             |             |  |                   |       |       |  |
|  | Lobos UAdeC       | 28               |              |                   |             |             |  |                   |       |       |  |
|  | Pumas Acatlán     | 20               |              |                   |             |             |  |                   |       |       |  |
|  | Pumas Acatlán     | 20               |              |                   |             |             |  |                   |       |       |  |
|  |                   |                  |              |                   |             |             |  |                   |       |       |  |

### Grupo Rojo
|  | Semifinales                   | Semifinales |    |  | Final                        | Final |  |
|  |                               |             |    |  |                              |       |  |
|  | Palomo Ruiz 31/10/2015 15:00  |             |    |  |                              |       |  |
|  | Toros Salvajes                | 34          |    |  |                              |       |  |
|  | Halcones UV                   | 0           |    |  |                              |       |  |
|  |                               |             |    |  |                              |       |  |
|  |                               |             |    |  | Palomo Ruiz 07/11/2015 15:00 |       |  |
|  |                               |             |    |  | Toros Salvajes               | 6     |  |
|  |                               | Tecos UAG   | 16 |  |                              |       |  |
|  |                               |             |    |  |                              |       |  |
|  |                               |             |    |  |                              |       |  |
|  |                               |             |    |  |                              |       |  |
|  | Avizo Porraz 31/10/2015 16:00 |             |    |  |                              |       |  |
|  | Correcaminos Victoria         | 16          |    |  |                              |       |  |
|  | Tecos UAG                     | 21          |    |  |                              |       |  |

### Campeonato ONEFA
| Casco           |        |               |
| Brazo izquierdo | Cuerpo | Brazo derecho |
| Pantalones      |        |               |
| Medias          |        |               |
| UNAM            |        |               |

| 13 de noviembre de 2015, 19:00 Estadio Universitario — 20,000 espectadores                                                               |    |    |    |    |
| \| Equipo \| 1C \| 2C \| 3C \| 4C \| \| ------ \| -- \| -- \| -- \| -- \| \| UNAM \| 7 \| 0 \| 0 \| 0 \| \| UANL \| 0 \| 10 \| 0 \| 6 \| |    |    |    |    |
| Equipo | 1C | 2C | 3C | 4C |
| UNAM | 7  | 0  | 0  | 0  |
| UANL | 0  | 10 | 0  | 6  |

| Equipo | 1C | 2C | 3C | 4C |
| ------ | -- | -- | -- | -- |
| UNAM   | 7  | 0  | 0  | 0  |
| UANL   | 0  | 10 | 0  | 6  |

| Casco           |        |               |
| Brazo izquierdo | Cuerpo | Brazo derecho |
| Pantalones      |        |               |
| Medias          |        |               |
| UANL            |        |               |